# هیپرکراتوز
هیپرکراتوز (به فرانسوی: Hyperkératose) نوعی بیماری پوستی به معنی ضخامت طبقه شاخی پوست به دلیل میزان بیش از حد و غیرطبیعی کراتین پوست است. علائم کمتر شایع کمبود ویتامین A نیز میتواند هیپرکراتوز باشد .هرچند در این بیماری اغلب پوست درگیر است ولی پستان یا قرنیه نیز می‌تواند درگیر شود.

## بیماریزایی
هرگاه فشار اضافی و غیرمتعارف به‌صورت مکرر به پوست یک ناحیه از بدن وارد شود (مانند کفش تنگ یا کار عضلانی سنگین)، پوست هیپرکراتوتیک (شاخی یا ضخیم) می‌شود.

## تظاهرات بالینی
تنها مورد قابل توجه ضخیم شدن پوست و گاه ترک خوردن آن (مانند پاشنه پا) است.